# Nilssonia formosa
La tartaruga dal guscio molle pavonina della Birmania (Nilssonia formosa Gray, 1869) è una tartaruga d'acqua dolce della famiglia dei Trionichidi.

## Descrizione
Il carapace rotondo (lungo fino a 65 cm) è di colore verde oliva o marrone oliva con reticolazioni nerastre e, negli esemplari giovani, quattro ocelli scuri dai margini chiari che scompaiono con l'età. Il piastrone è bianco. La testa, il collo e le zampe sono verde oliva con numerose macchie giallastre dai margini scuri; su ogni lato della testa vi è una macchia allungata, mentre altre chiazze chiare sono presenti sulle tempie, intorno agli angoli della bocca e sul mento. La parte ventrale di mento e collo è color crema.

## Distribuzione e habitat
L'areale della tartaruga dal guscio molle pavonina della Birmania, come indica il nome, sembra essere ristretto ai fiumi Irrawaddy, Sittang e Salween, in Birmania. Smith considera questa specie piuttosto comune nel corso inferiore dell'Irrawaddy, mentre Annandale ritiene che il suo areale si spinga fino ai confini con la Cina.

## Biologia
Annandale descrisse una colonia di questi rettili mantenuta in una vasca nel Tempio di Maha Myat Muni, a Mandalay. Le tartarughe addomesticate non hanno timore dell'uomo e si avvicinano se vengono offerti loro carne di pollo e riso. Malgrado Annandale avesse trovato nella vasca molti esemplari deformi, Peter Paul van Dijk non ne vide nemmeno uno quando visitò il tempio nel 1992.